# Gymnothorax walvisensis
Gymnothorax walvisensis és una espècie de peix marí pertanyent a la família dels murènids i a l'ordre dels anguil·liformes.

## Etimologia
Gymnothorax prové dels mots grecs gymnos (nu, no vestit) i thorax, -akos (tòrax), mentre que walvisensis fa referència al lloc on va ésser trobada.

## Descripció
Fa 41,3 cm de llargària màxima. Presenta una filera de dents superiors i inferiors. Dents vomerianes poc nombroses i disposades a la part posterior en dues fileres poc definides. Les vores de les dents no són serrades. 3 porus infraorbitaris, 5 mandibulars i 3 suprabranquials. La fórmula vertebral és 5-50-134. Línia lateral contínua.

## Hàbitat i distribució geogràfica
És un peix marí, bentopelàgic i de clima subtropical, el qual viu a l'Atlàntic sud-oriental: la cadena Walvis.

## Observacions
És inofensiu per als humans i el seu índex de vulnerabilitat és baix (21 de 100).